# Konstantin Harter
Konstantin Harter (* 1925 in Davos; † ca. 12. Juli 2013 in Chur) war ein Schweizer Eishockeyspieler, der mit dem EHC Arosa fünfmal in Folge den Schweizer Meistertitel gewann.

## Karriere
Der polysportiv begabte Harter verbrachte seine Jugendjahre in Davos, wo er – beeinflusst durch die Erfolge des „ni-Sturms“ um Bibi Torriani – beim HC Davos mit dem Eishockeysport begann. Nach dem Umzug seiner Familie nach Chur 1937 schloss sich Konstantin Harter dem EHC Chur an. Im Dezember 1948 bewog ihn eine Anfrage von Nationalspieler Ueli Poltera zu einem Wechsel zum aufstrebenden EHC Arosa. In der Folge fuhr der voll berufstätige Harter während sieben Jahren zwei- bis dreimal pro Woche mit der Arosabahn von Chur zum Training auf die Eisbahn Obersee.
In Arosa spielte er zunächst als Stürmer auf verschiedenen Positionen in der zweiten Angriffsformation. Nach dem Zuzug des kanadischen Spielertrainers Paul Reinhard 1950 wirkte Harter zunehmend an dessen Seite als Verteidiger zusammen mit dem sogenannten Aroser Sturm um Hans-Martin Trepp, Ueli und Gebi Poltera. Mit dem EHC Arosa gewann Harter von 1951 bis 1955 fünfmal in Serie die Schweizer Meisterschaft, bevor er 1955 zusammen mit Reinhard den Verein verliess und im Alter von 30 Jahren zurücktrat. Dabei realisierte er in seiner letzten Saison in der entscheidenden letzten Spielrunde in Davos den sieg- und titelbringenden Treffer zum 4:3.
Nach seiner aktiven Sportkarriere bildete sich der gelernte Architekt Harter an der ETH Zürich beruflich weiter und machte sich in Chur selbständig. In den folgenden Jahrzehnten realisierte er aufgrund seiner guten Kontakte vor Ort auch diverse Bauten in Arosa, so etwa den Wiederaufbau des abgebrannten Tschuggen Grand Hotels 1970 oder den Gebäudekomplex der Arosa Bergbahnen bei der Talstation der Weisshornbahn. Bis ins hohe Alter blieb er als selbständiger Architekt aktiv. Erst mit 82 Jahren trat er kürzer, behielt jedoch ein kleines Büro.
Konstantin Harter lebte mit seiner Frau Gertrud, mit der er seit 1961 kinderlos verheiratet war, zuletzt in Chur. Er verstarb nach kurzer, schwerer Krankheit im Alter von 87 Jahren. Harter war einer der letzten Eishockeyspieler, der sowohl den ni- als auch den Aroser Sturm auf dem Eis persönlich erlebt hatte.